# Betta anabatoides
Betta anabatoides — тропічний прісноводний вид риб з родини осфронемових (Osphronemidae), підродина макроподових (Macropodusinae).
Це один із перших описаних видів бійцівських рибок. Оригінальний опис Пітера Блікера був зроблений 1851 року на основі двох зразків, отриманих з річки в околицях міста Банджармасін. До початку XXI ст. було мало записів про цей таксон. Більше того, існувала плутанина з використанням назви B. anabatoides та ідентифікацією бійцівських рибок, що згадувались під назвами B. picta та B. pugnax; виникла суміш таксонів. Зразки B. anabatoides, які Блікер передав на зберігання в Національний природничо-історичний музей у Лейдені, знаходяться в поганому стані, багато з них не мають луски й повністю позбавлені кольорів та малюнку забарвлення. Зважаючи на таку ситуацію, 2009 року Betta anabatoides була переописана на основі свіжого матеріалу, отриманого з дикої природи, був призначений неотип.
Betta anabatoides має міцне тіло й зовні нагадує Anabas, звідси й назва виду. Іноді зустрічається помилкове написання наукової назви — Betta anabantoides.
Член групи видів B. anabatoides; інший її член — B. midas із Західного Калімантану. Група B. anabatoides тісно пов'язана з групою видів B. waseri. Ці дві сестринські групи мають спільні ознаки, однак є й деталі, що розрізняють їх.

## Опис
Максимальний відомий розмір 82,2 мм стандартної (без хвостового плавця) довжини. Загальна довжина становить 135,5-142,3 % стандартної й може сягати 120 мм.
Тіло відносно коротке й міцне, в передній частині нагадує рибу-повзуна. Його висота становить 30,5-33,7 %, а висота хвостового стебла 19,8-22,1 % стандартної довжини. Голова широка, загострена, відносно довга (32,8-34,9 % стандартної довжини), верхній її профіль випуклий. Діаметр орбіт очей становить 25,0-27,7 %, міжорбітальна відстань 32,7-38,3 %, довжина рила 23,6-28,3 % довжини голови.
Хвостовий плавець ланцетний, має 15 променів, деякі з центральних променів виступають за край плавця. Спинний та анальний плавці загострені на кінці, мають подовжені задні промені. Спинний плавець розташований далеко позаду (предорсальна довжина 66,8-69,7 % стандартної), має 0-1 твердий і 8-9 м'яких променів (всього 8-10), довжина основи спинного плавця становить 11,4-15,0 % стандартної довжини. В анальному плавці 1-2 твердих і 27-29 м'яких променів (всього 29-31), преанальна довжина становить 44,9-46,7 %, а довжина основи плавця 55,2-61,1 % стандартної довжини. Грудні плавці округлі; мають по 12-14 променів. Черевні плавці нитчасті, мають по 1 твердому, 1 м'якому та по 4 розгалужених промені.
Хребців 30-31, бічних лусок 30-32.
Основне забарвлення коричневе, спина трохи темніша, черево світліше. Іноді на тілі помітні 5-7 слабких, нерегулярно розташованих вертикальних коричневих смуг. Верхня частина голови коричнева з темно-коричневими плямами за оком, на зябрових кришках присутній слабкий золотавий лиск. Нижня губа чорна, від кінчика морди через око до кінця зябрових кришок проходить виразна чорна смужка. Непарні плавці коричнюваті, на спинному 5-6 поперечних темних смуг, хвостовий плавець без малюнка. Грудні плавці безбарвні, черевні світло-коричневі, а їхній нитчастий промінь безбарвний.
Великі самці мають довші непарні плавці й темніше забарвлення тіла.
Батьківське піклування полягає в інкубації ікри в роті. Цим займається самець.

## Поширення
Вид поширений в південній частині острова Калімантан (Індонезія). Відомий з нижньої частини басейну Баріто в провінції Південний Калімантан та з басейнів річок Котаварінгін (індонез. Sungai Kotawaringin), Катінган (індонез. Sungai Katingan), Сампіт (індонез. Sungai Sampit), Ментая (індонез. Sungai Mentaya) та Кагаян (індонез. Sungai Kahayan) в провінції Центральний Калімантан. Розрахункова територія поширення становить 58 367 км².
У старій літературі існують повідомлення про Betta anabatoides із Сінгапуру, проте всі відомі зразки бійцівських рибок з цього острова належать Betta pugnax або B. tomi, і жоден з них не є B. anabatoides.
Betta anabatoides зустрічається в низовинних водоймах із широким діапазоном екологічних параметрів. В районі Банджармасіна рибок ловили в струмку, що витікав з розташованої вище сільськогосподарської ділянки. Течія була млявою, вода темною, показник pH становив 7,5, а глибина до 1,2 м. Крім Betta anabatoides, тут жили Boraras brigittae, Rasbora argyrotaenia, R. einthovenii, R. gracilis (родина коропові), Lepidocephalichthys hasseltii (родина в'юнові), Hemirhamphodon pogonognathus (родина Hemiramphidae), Calamiana paludosus (родина бичкові), Betta edithae, Trichopodus trichopterus, Trichopsis vittata (родина осфронемові). В Центральному Калімантані струмки, в яких водиться B. anabatoides, протікають переважно серед торфових болотних лісів. Типове середовище існування відзначається прозорою, сильно насиченою дубильними речовинами та дуже кислою (pH до 3,5) водою. Ґрунт складається із суміші піску та торфу. Температура води становить 27-30 °C.

## Господарське значення
Betta anabantoides продається на місцевих базарах як їстівна риба, але вона не має суттєвого комерційного значення. Дуже рідко вид зустрічається в торгівлі акваріумними рибами.